# Даньшин, Илья Юрьевич
Даньшин, Илья Юрьевич (род. 31 марта 1958, Москва, Россия) — российский живописец, график.
Член Московского Союза Художников, Международной Федерации Художников ЮНЕСКО, Ассоциации Культуры L’Angelo (Рим, Италия), Международного Художественного Фонда. Лауреат всероссийского конкурса им. В.Попкова в номинации "Пейзаж", лауреат первой премии международного  проекта "Ангел" (музей "Castel Sant'Angelo", Рим, Италия, лауреат конкурса "Лучший пейзаж долины Ормонд" , Швейцария

## Биография
Родился в Москве 31 марта 1958 года.

### Образование
- Детская школа эстетического воспитания ГМИИ им А. С. Пушкина;
- Художественная студия В. И. Козлова;
- Московское Государственное Художественно-Промышленное Училище им. Г. С. Строганова.

## Выставки
- Выставки по годам
- 1982
  - 14-я Молодёжная выставка. Москва, Кузнецкий мост
  - Осенняя выставка московских художников. Москва, Кузнецкий мост
- 1983
  - Весенняя выставка московских «Мы за мир» художников. Москва, Кузнецкий мост
  - Всесоюзная выставка портрета. Москва, Центральный Дом Художника
- 1984
  - Республиканская выставка художников. Москва, Центральный Дом Художника
- 1985
  - Выставка «Молодые художники в борьбе за мир». Москва, Центральный Дом Художника
- 1986
  - Весенняя выставка московских художников. Москва, Кузнецкий мост
- 1987
  - Всесоюзная выставка «Молодость страны». Москва, Центральный выставочный зал «Манеж»
- 1988
  - Весенняя выставка московских художников. Москва, Кузнецкий мост
  - Групповая выставка 10-ти московских художников. Зеленоград
  - Групповая выставка московских художников. Москва, Гостелерадио
- 1989
  - Групповая выставка московских художников. Москва, выставочный зал в Текстильщиках
  - 18-я выставка молодых художников. Москва, Центральный выставочный зал «Манеж»
  - «Русское искусство в Торонто». Канада, Торонто
  - Выставка московских художников. Москва, Центр международной торговли
- 1990
  - Выставка московских художников в Англии. Англия, Лондон
  - Выставка 9-ти московских художников. Москва, Центр современного искусства
  - Выставка «Русское и советское искусство». Корея, Сеул
- 1991
  - Международная выставка «Славянский мир». Москва, ВДНХ, «Советская культура»
  - Выставка московских художников. Москва, галерея «Рубенс»
  - Международная выставка произведений советских и датских художников «Проект 56 параллель». Москва, Центральный Дом Художника
  - Выставка произведений советских и датских художников. «Проект 56 параллель». Дания, Копенгаген, Helligaandhuset
  - Персональная выставка. Дания, Копенгаген, галерея «Ост-Вест»
  - Персональная выставка. Дания, Копенгаген, галерея «Угерби»
- 1992
  - Групповая выставка. Москва, ЦДРИ, галерея «Воскресенье»
- 1995
  - Персональная выставка. Клайпеда, Литва, галерея «Зограф»
  - Персональная выставка. Москва, галерея «Новый ковчег»
  - Персональная выставка. Швейцария, галерея «La Hotte»
- 1996
  - Персональная выставка. Швейцария, галерея «Мадам Фер», Вэр-Л’Эглиз
  - Персональная выставка. Швейцария, Диаблере, галерея «Hotel Mon Abri»
  - Персональная выставка. США, Бостон, галерея «Marblehead»
- 1997
  - Персональная выставка. Швейцария, Эгль, галерея «Atel Art»
- 1998
  - Персональная выставка. Москва, галерея «Асти»
  - Персональная выставка. Швейцария, Диаблере, галерея «Grand Otel»
  - Персональная выставка. Швейцария, Лейзин, галерея «Galerie Arte’Alp»
  - Персональная выставка. США, Салем, галерея «The Best of Russia»
- 1999
  - Персональная выставка. Москва, ГАЗПРОМ
  - «Артсалон». Москва, Центральный Дом Художника
- 2000
  - Лауреат премии проекта «Ангел» за картину «Видел ангела». Международная выставка. Италия, Рим, Музей «Castel Sant’Angelo»
  - Персональная выставка. Москва, галерея «Асти»
  - Благотворительный аукцион «Operation Smile». Москва
  - Благотворительный аукцион «Operation Hope». Москва
  - Персональная выставка. Москва, галерея «МИКОМ»
- 2002
  - Персональная выставка. Швейцария, галерея «La Hotte»
- 2003
  - Юбилейная персональная выставка. Москва, галерея «Арт-Яр»
  - Галерея «Арт-Яр». «Артманеж», Москва
- 2004
  - Галерея «Арт-Яр». «Артманеж», Москва
  - Групповая выставка авторов галереи «Арт-Яр» «Впечатление». Москва, Центральный Дом Художника
  - Групповая выставка авторов галереи «Арт-Яр». Москва, отель Рэдисон Славянская
- 2005
  - Персональная выставка. Швейцария, Бюль, галерея «Osmoz»
  - Персональная выставка. Швейцария, Диаблере, галерея «La Hotte»
  - Групповая выставка авторов галереи «Арт-Яр» «Тени света». Москва, Центральный Дом Художника
  - Персональная выставка «Странички из альбомов. Лозанна. Вид с балкона». Москва, галерея «Арт-Яр»
  - Групповая выставка "Собрание галереи «Арт-Яр». Москва, представительство Кемеровской области
  - Персональная выставка в музее-усадьбе В. Д. Поленова
- 2006
  - Групповая выставка «Вечная тема». Москва, галерея «Арт-Яр»
  - Галерея «Арт-Яр». «Артманеж», Москва
  - Групповая выставка «Впечатление». Москва, галерея «Арт-Яр»
  - Участник юбилейной выставки «Сто лет храму» Государственный мемориальный историко-художественный и природный музей-заповедник  В.Д.Поленова
- 2007
  - Групповая выставка «Город», Москва, галерея «Арт-Яр»
  - Персональная выставка «Артманеж», Москва
- 2008
  - Персональная выставка. Выставочный зал Государственного музея А. С. Пушкина, Москва.
  - Персональная выставка «Арт салон» ЦДХ, Москва
  - Коллективная выставка «Вне времени». Галерея «Арт Яр», Башня «Федерация», ММДЦ «Москва-Сити», Москва.
- 2009

- Персональная выставка. Москва, галерея «Арт-Яр
- Персональная выставка "Шепот и блики". Москва, Государственный Институт Искусствознания

- - Персональная выставка. Мэрия города Москвы
  - Персональная выставка. Москва, VIP отделение банка ВТБ24
  - Групповая выставка «Солнечный ветер». Москва, ЦДХ  Персональная выставка "Страницы из альбома путешественника". г.Волгодонск, Художественный музей

- 2010
- Персональная выставка "Пилигрим". Москва, выставочный зал Государственного музея им. А.С.Пушкина
- Персональная выставка . Москва,  Московская городская дума.
- Коллективная выставка "Атомный ренессанс" .Москва, Росатом.
- Персональная выставка "Две гармонии". Галерея "La Otte", Les Diablerets, Швейцария

- Персональная выставка "Пилигрим". Государственный мемориальный историко-художественный и природный музей-заповедник  В.Д.Поленова

- 2011
- Коллективная выставка "Москва-Таруса". г.Таруса, калужская область.
- Коллективная выставка "Художники России о Сарове". Москва. Росатом
- Коллективная выставка "Italia comes to you" . Москва, Санкт-Петербург, Екатеринбург.
- Юбилейная выставка галереи "Арт-Яр". Москва.
- 2012
- Конкурс-выставка им.В.Попкова. Москва. Международный художественный фонд.
- Персональная выставка "Солнечный ветер". Москва. "Галерея на Вознесенском".
- 2013
- Персональная выставка "Течение". Москва. Государственный музей А.С.Пушкина.
- 2014
- Персональная выставка "Мои сараи". г.Пущино, м.о.
- 2015
- Персональная выставка "Россыпь" галерея La Otte, Швейцария
- Персональная выставка "Белое лето" Государственный мемориальный историко-художественный и природный музей-заповедник  В.Д.Поленова
- 2017
- Персональная выставка "Планета цветов". Москва. Галерея "Новый Эрмитаж"

Наиболее известные живописные произведения
- Видел Ангела. х. м. 106х120 1996 год.
- Розовая. х. м. 60х80 1993 год.
- Смятение. х. м. 100х110 1995 год.
- Уходящее стадо. х.м. 100х110 1999 год
- Собирательница картофеля. оргалит, масло 80х90 2001 год
- Ветер. х.м. 50х55 2002 год
- Тишина. х.м. 80х100 2006 год
- Падающее яблоко. х.м. 100х80 2008 год
- Реквием. х.м. 150х200 2008 год
- Утро города. х.м. 100х120 2006 год
- Первый сне.г х.м. 100х80 2007 год
- Триптих "Море мое -Ока." х.м. 110х200 2021 год
- Удачный улов. х.м. 140х160 2016-2021
- 2018
- Персональная выставка. Государственный музей-усадьба В.Д.Поленова
- Персональная выставка. Галерея "Романов двор" .Москва.
- 2020
- Персональная выставка "Мне хорошо" . Арт пространство "ArtNelly". Москва
- 2021
- Персональная выставка "Удачный улов". Государственный музей-усадьба В.Д.Поленова
- Персональная выставка "Море мое - Ока" г.Пущино, м.о.